# 로마 가톨릭교회의 희년
로마 가톨릭교회의 희년에 대한 문서이다.
희년(jubilee)은 죄와 빚, 보편적 사면을 면제해 주는 특별한 해이다. 레위기에는 희년이 50년마다 발생한다고 언급되어 있다. 그 기간 동안 노예와 죄수들이 해방되고, 빚이 탕감되며, 하느님의 자비가 특별히 나타날 것이다.
서방 기독교에서는 이 전통이 1300년에 교황 보니파시오 8세(Boniface VIII)가 성년(聖年)을 소집한 때로 거슬러 올라간다. 그 후 일반 희년은 일반적으로 25년 또는 50년마다 거행되었으며 필요에 따라 임시 희년도 추가로 거행되었다. 특히 라틴 교회의 가톨릭 희년에는 일반적으로 성지, 일반적으로 로마 도시로의 순례가 포함된다. 로마 가톨릭교회는 2015년부터 2016년까지 자비의 특별 희년을 선포했다. 다음 희년은 2025년에 기념된다.

## 같이 보기
- 주빌리
- 옛 언약의 기독교적 관점